# リンカーン・ステフェンズ

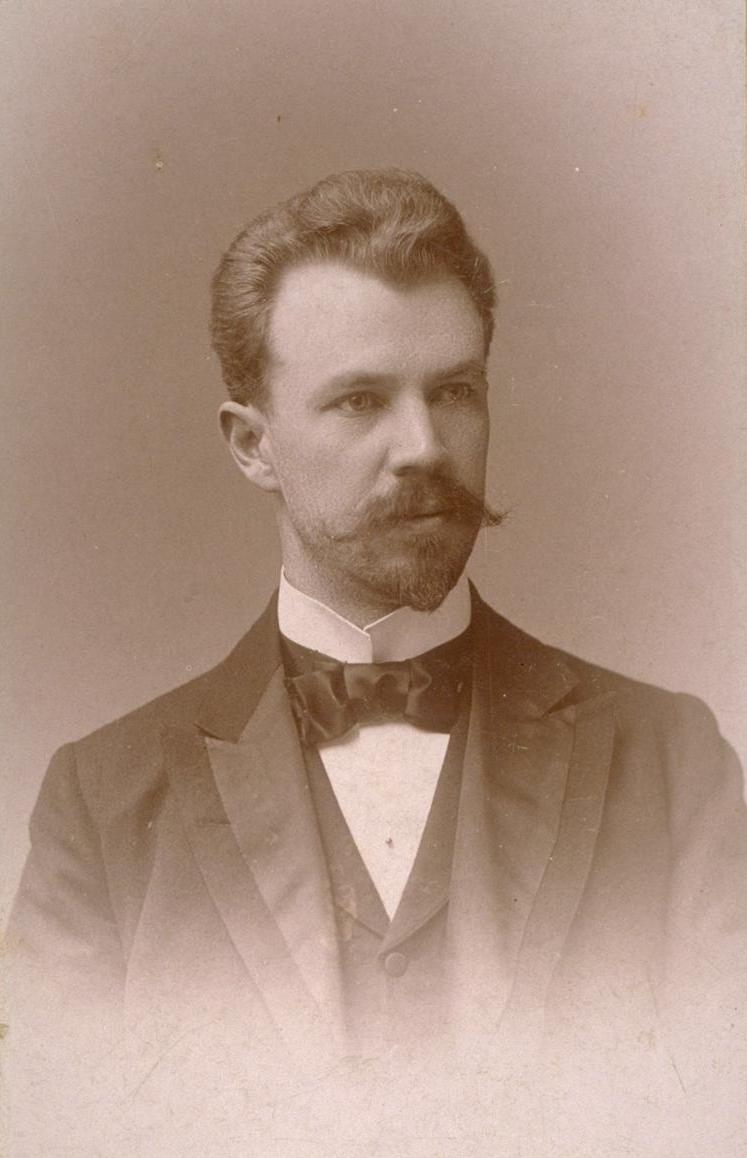
リンカーン・ステフェンズ

リンカーン・ステフェンズ（英語: Joseph Lincoln Steffens、1866年4月6日 - 1936年8月9日）は、アメリカの調査報道ジャーナリストで、20世紀初頭の革新主義時代におけるマックレーカー（Muckraker）の一人。著書『都市の恥（The Shame of the Cities）』で地方政府の腐敗を暴いたことで知られる。

## 生涯

### 生い立ち
リンカーン・ステフェンズは1866年、カリフォルニア州のサンフランシスコに生まれた。ビジネスマンであった父のジョセフ・ステフェンズ（Joseph Steffens）は1887年に商人のアルバート・ガラティン（Albert Gallatin）からサクラメントの邸宅を買って一家で住んだ。邸宅は1903年にカリフォルニア州によって32,500ドルで買い取られ、知事公邸となった。ヴィクトリアン様式の建築は幾分時代遅れであったものの、それでも邸宅は見事で立地もよく、快適だったという。
1880年代にはアルフレッド・リー・ブリューアー（Alfred Lee Brewer）が創設した米国聖公会系の学校に通った。野心的なステフェンズはたびたびブリューアーの怒りに触れた。特に飲酒運転で逮捕されたのちにはブリューアーの衛兵所に監禁され、限られた配給のみで22日間独房の中で過ごしたこともあった。
バークレー校で学位を取得したのち、ヨーロッパで哲学や倫理、歴史や科学を勉強するため、3年間留学させてもらえるよう父に頼み込んだ。こうしてヨーロッパに渡り、ライプツィヒではヴィルヘルム・ヴントのもとで、またパリではジャン＝マルタン・シャルコーのもとに学んで、彼の基礎となる実証主義的な態度を確立した。1892年にアメリカに帰国し、漠然とビジネスマンになるつもりでいると父から数百ドルとともに「人生の実際的な面を学ぶまでニューヨークで頑張りなさい」と言う手紙が届き、当時26歳のステフェンズは衝撃を受けた。これをきっかけに必死に働き、『ニューヨーク・イブニング・ポスト』紙の記者の仕事にありついたのだった。

### ジャーナリストとして
ステフェンズは『ニューヨーク・イブニング・ポスト』紙から『コマーシャル・アドバタイザー』紙をへて『マクルーア（McClure's）』誌に編集者として迎えられた。『ニューヨーク・イブニング・ポスト』紙に勤務した時代にはジェイコブ・リースに影響を受け、極力彼のやり方を真似しようと努めたという。この時期に彼はウォール街での仕事とロウアー・イースト・サイドの移民スラムを知り、また若かりし頃のセオドア・ルーズベルトとも親交を深めた。1900年前後にはウィリアム・スティーブン・デブリーの汚職を調査し、痛烈に批判している。またステファンズは話の種を求めて旅を続ける中でセントルイスの汚職を取り上げることに決め、1902年から『マクルーア』誌で最初の連載、「セントルイスにおけるトゥイード時代（Tweed Days in St. Louis）」を始めた。これらの連載は1904年に『都市の恥』として一冊の書籍にまとめられた。この本の中でシカゴについて、市政の非効率までをも痛烈に批判し、この他セントルイスやミネアポリス、ピッツバーグ、フィラデルフィア、ニューヨークなどを取り上げて調査している。その後10年ほど、『スプリングフィールド・リパブリカン』紙出身のジョージ・キッブ・ターナー（George Kibbe Turner）によってこの都市シリーズものは引き継がれた。このような報道姿勢は社会に大きな影響を与えた。例えば『都市の恥』の出版を機に会計職業は財務報告の問題に目を向けはじめ、また世紀転換期にステフェンズが住んだグリニッジ・ヴィレッジなどでは彼の暴き出した政治の腐敗が若い知識人の怒りを引き起こした。また1906年には『自治のための戦い（The Struggle for Self-Government）』を著し、各州のマシーン政治を「システム」と呼んで批判した。さらに同年、方針の不一致から『マクルーア』誌を去った副編集長ジョン・フィリップスが『アメリカン・マガジン（The American Magazine）』誌を買収し、ステフェンズもイーダ・ターベルやレイ・スタナード・ベイカー（Ray Stannard Baker）、ウィリアム・アレン・ホワイト（William Allen White）、フィンリー・ピーター・ダン（Finley Peter Dunne）といったマックレーカーのリーダーたちとともに『アメリカン・マガジン』に移った。

### 社会主義者として
後年は社会主義的な思想に傾いていった。ステフェンズはアメリカのリベラル・コミュニティーの中で「反帝国主義派」の立場をとっていたと言われており、そのため第一次世界大戦を「帝国主義国家間の闘争」と捉え、フェビアン協会などとも協力しながら無賠償、無併合などの「勝利なき平和」を掲げて反戦的な傾向を強めていった。そしてまた、十月革命においては反戦的立場をとり、連合国からの離脱を唱えたボルシェヴィキを支持して、ロシアへの経済援助がロシアの中立化とドイツ軍の士気喪失に役立つことを説いた。ボルシェヴィキに対しては「経済的民主主義」の体制であると捉えたことに加え、メキシコ革命とロシア革命の調査旅行から両者の本質が「後進国の近代化」にあると見抜き、「第一次世界大戦に横わる真の争点は『ヨーロッパ諸国のうちどの国を後進国から、われわれのシステムの中にひきいれるかの選択』の問題であって、ボルシェヴィキは、『われわれの能率に対する尊敬』をもち、『われわれの大量生産様式を羨望し、それを模倣すべく計画している』と正確に捉えていた」という。
1931年には『自伝（Autobiography of Lincoln Steffens）』を発表したが、これは当時の彼の思想や革新主義の動向を示す興味深い本であるとされている。また同じ年、アラバマ州で起きたスコッツボロー事件に対して、セオドア・ドライサーやドス・パソスらとともに抗議活動を行なった。

### 私生活
エラ・ウィンター（Ella Winter）という急進派の作家と結婚し、のちに離婚している。また1926年ごろには息子のピーター（Peter）も誕生している。

### 死去
『ザ・デイ（The Day）』紙の記事（AP通信）によれば、1936年8月9日にステフェンズは心臓病のために、カリフォルニア州カーメルの自宅で死亡した。享年70歳であり、死の間際には別れた妻のエラ・ウィンターと10歳の息子ピーターが彼を看取ったという。

## 評価

### ジャーナリストとして
リンカーン・ステフェンズはアメリカでの有名な社会キャンペーンの進歩派記者の一人とされ、またイーダ・ターベルやアプトン・シンクレア、セオドア・ドライサー、フランク・ノリスなどと並んでマックレーカーの一人に数えられる。当時『マクルーア』誌の中ではイーダ・ターベル、レイ・スタナード・ベーカーとともに著名なマックレーカーの三人のうちの一人に数えられていたが、ポーリーン・V・ヤング（Pauline V. Young）は『Scientific Social Surveys and Research』でジェイコブ・リース、アプトン・シンクレアとともにステフェンズの名をあげている。実際、記者としては話を聞き出す能力に長けており、ピーター・ハーツホーン（Peter Hartshorn）は特に新聞王、ウィリアム・ランドルフ・ハーストにとって「彼が出会した中でもっとも効果的なインタビュアーだった」と述べている。
同時代においてはセオドア・ルーズベルトにも一定の評価をされていた。ルーズベルト本人がステフェンズにマックレーカーとは「あなたのことを言ったものではない」と語ったという話も残されており、またマックレーカーらの歓心を買うべくステフェンズにも相談を持ち掛け、顧問のような立場にあると感じさせていた。

加えて上述した『ザ・デイ』紙の死亡記事では「Lincoln Steffens, First "Muckraker" Dies at 70 Years」という見出しのもと、以下のように評されている。
のちに、井垣章二はステフェンズを「マックレーキングのチャンピオン」と評し、誇張や単なるセンセーションだけを目指した書き物も多くあったマックレーカーの時代において、ステフェンズやイーダ・ターベルらのような多くの時間と労力をかけ、周到な調査や資料収集に基づいた事実からなる告白はマックレーカーの範とすべきものであったと評価している。

### 社会主義者として
永井陽之助は第一次世界大戦期におけるアメリカのリベラル・コミュニティーの潮流において、ステフェンズを「反帝国主義派」と位置付けており、「ミドル・クラス的価値とカルチュアに反發し、『マシーン政治』へ深い理解と同情にも示されるように革新主義者のモラリズムの自己欺瞞から解放されていた」と評価している。またステフェンズのような知識人こそがロシア革命の「二十世紀的本質」に迫り得たとも述べている。一方で彼のボルシェヴィキやメキシコ革命への理解に対しては、本質を見抜いていたと言う点で注目に値し、同時に当時のアメリカ・リベラルのボルシェヴィキ理解の極限を示しているとした上で、しかしながらステフェンズもまた自己体制のナルシシズムから完全に抜け出せていなかったことを指摘している。

## 主な著作
- 『都市の恥』 - The Shame of the Cities (1904)、インターネット・アーカイブ
- The Traitor State (1905)
- 『自治のためのたたかい』 - The Struggle for Self-Government (1906)、インターネット・アーカイブ
- Upbuilders (1909)、インターネット・アーカイブ
- The least of these: a fact story (1910)、インターネット・アーカイブ
- Into Mexico and --Out! (1916)、インターネット・アーカイブ
- 『自伝』 - Autobiography of Lincoln Steffens (1931)